# OpenSocial
OpenSocial е набор от общи API-та за уеб-базирани приложения за социални мрежи, разработени от Google заедно с MySpace и няколко други социални мрежи.
Официално е публикуван на 1 ноември 2007.
Приложенията, които съдържат интерфейсите на OpenSocial ще са взаимносъвместими с всички социални мрежи, които ги поддържат, включително някои от възможностите на сайтове като Hi5.com, MySpace, orkut, Netlog, Sonico.com, Friendster, Ning и Yahoo!.
OpenSocial често е описван като отворена междуплатформена алтернатива на Facebook Platform, собственическа услуга на известната услуга за социална мрежа Facebook. След стартирането на Facebook Platform в края на месец май 2007, както и след придобиването на начинаещата фирма Parakey в средата на юли 2007, бързото разрастване на Facebook се счита като сериозна конкуренция и предизвикателство за Google в опитите им да създадат и наложат повсеместно своята уеб операционна система. В сравнение с Facebook, който се нарежда на второ място по прегледани страници в света за месец септември 2007, социалната мрежа на Google orkut се нарежда на шесто място за същия месец, като повече от половината от потребителите ѝ живеят в Бразилия.
Докладите за съперничество и конкуренция между двете фирми нарастват след като Facebook обявява за своите намерения да предлага услуга за онлайн реклама (наречена Facebook Ads) ден след като от Google обявяват OpenSocial (6 ноември 2007). Услугата включва показване на реклами и таргетирани програми (с имена, респективно, Facebook Social Ads и Facebook) като конкуренция с водещите на пазара програми на Google AdSense и AdWords.
С помощта на OpenSocket потребителите могат да стартират джаджи от OpenSocial във Facebook.

## Структура
OpenSocial е написан на HTML и JavaScript както и с платформата Google Gadgets. Включва четири интерфейса (API) за приложения за социален софтуер за достъп до данни и ключови функции от участващите в проекта социални мрежи. Всеки един от интерфейсите addresses a different aspect: един общ и основен JavaScript интерфейс, един за хора и приятели (информация за хора и взаимоотношенията), един за дейности (публикуване и достъп до информацията за потребителските дейности) и един за устойчивост (обикновена двойка данни с ключиви стойности за безсървърни приложения).

## История

### Разработка
Първоначално има слухове, че OpenSocial е част от по-голма инициатива за социална мрежа на Google с кодово име Maka-Maka,. На хавайски името означава „много близки (или интимни) приятели, които взаимно си споделят всичко“.
Първата версия на API-тата, която е направена публична, е 0.5, последвана от версия 0.6, издадена на 21 декември 2007. Версия 0.7 излиза на 4 февруари 2008. Версия 0.8 излиза на 28 май 2008. Версия 0.9 е издадена на 16 април 2009. Версия 1.0 излиза на 15 март 2010.

### Имплементиране
Първоначалните партньори, които се включват в поддъжката на OpenSocial са фирмите за социални мрежи Bebo, Engage.com, Friendster, hi5, Hyves, imeem, NetModular, mixi, MySpace, Ning, orkut, Plaxo, QuePasa, phpFox, Six Apart, Freebar.com, както и ориентираните към бизнеса компании LinkedIn, Tianji, Salesforce.com, Viadeo, Oracle и XING. Plaxo и Ning въвеждат поддръжка на OpenSocial още в първия ден след старта, като Plaxo добавя поддръжка за OpenSocial към услугата си Pulse, а Ning добавя основна поддръжка на OpenSocial преди предварително обявената  пълна поддръжка в края на 2007 или началото на 2008.
Някои разработчици, като Flixster, FotoFlexer, iLike, Newsgator, RockYou, Slide, Theikos и Virtualtourist имат свои приложения, които съдържат имплементирани интерфейсите на OpenSocial преди официалното му публично обявяване. Първоначално OpenSocial има доста пробиви в сигурността, а разработчик-аматьор демонстрира пропуски в джаджата на RockYou в Plaxo и в социалните мрежи на Ning, които използват джаджата iLike. На 25 март 2008 Yahoo! също обявява, че се включва в OpenSocial инициативата.
През декември 2007 стартира проект с отворен код, наречен Shindig, който има за цел да предоставя спецификации за имплементирането на стандартите на OpenSocial standards. Проектът среща подкрепата на Google, Ning и няколко други фирми, които разработват свързан с OpenSocial софтуер. По-късно става част от инкубатора на Apache Software Foundation.

### Критики
Въпреки шумната разгласа и медийно присъствие, OpenSocial не работи добре в началото; работи само на притежавания от Google Orkut и то само с ограничен бой джаджи, които връщат грешки към останалите джаджи. Останалите мрежи все още търсеха приложения за имплементираната платформа.
На 5 ноември 2007 г. TechCrunch съобщава, че OpenSocial бързо е била кракната. Времето, необходимо за кракване на базираната на OpenSocial iLike в Ning е било 20 минути, като хакерът е можел да добавя или изтрива песни от списъка с песни на потребителите и да получи достъп до информация за техните приятели.
На 6 декември TechCrunch се позовават на материал от основателя на MediaPops Рус Уитман, който казва: „Въпреки че първоначално бяхме възхитени, научихме по трудния начин колко ограничаващ е всъщност OpenSocial.“ Рус добавя и че „основни функционални елементи“ липсват и „веднъж написано и широко разпространено“ е, всъщност, неакуратно.